# Paolo Paoli
Paolo Paoli est une comédie satirique d'Arthur Adamov. Elle a été montée pour la première fois à Lyon, au théâtre de la Comédie, dans une mise en scène de Roger Planchon, le 24 mai 1957.
Influencée par l'œuvre de Brecht, cette pièce marque un tournant dans le théâtre d'Arthur Adamov qui se tourne, dès lors, vers des œuvres plus politisées.

## Personnages
- Paolo Paoli, entomologiste
- Stella, sa femme, mi-française, mi-allemande, mi-catholique, mi-protestante
- Florent Hulot-Vasseur, industriel plumassier
- L'Abbé Saulnier, vicaire à Notre-Dame de Lorette
- Cécile de Saint-Sauveur, femme du capitaine Hilaire de Saint-Sauveur
- Robert Marpeaux, ancien bagnard, chasseur de Paolo Paoli
- Rose Marpeaux, sa femme, ouvrière de la fleur en mi-saison